# 増田朋弥
増田朋弥（ますだ ともや、1996年9月27日 - ）は、日本の俳優。東京都出身。Tanpopo.llc所属。妻は女優の三嶋悠莉。

## 略歴
2012年に舞台を観劇に行った事がきっかけで、劇団「ストレイドッグプロモーション」のオーディションに応募。同劇団には4年間所属し、40本以上の舞台に裏方として関わり、8本の舞台に出演した。
2015年5月、山田孝之、飯塚健立会いのもと行われたドラマ「REPLAY & DESTROY」のオーディションに1000人以上の中から合格。第2話に湯島圭役で出演した。
2016年、「レジェンド・タレント・エージェンシー」に所属。。
2018年、冨手麻妙と共にＴanpopo合同会社へ移籍。
2018年、自身初監督作が「やお80映画祭2018」においてノミネートされる。
2024年5月15日、女優の三嶋悠莉と入籍、併せて第一子が誕生したことを報告した。

## 人物
- 趣味は麻雀、ギター、サッカー。
- お酒が好き。

## 出演

### 映画
- 1/11 じゅういちぶんのいち（2014年4月5日、監督：片岡翔） - 若林 役
- 時量師神（2014年9月1日、監督：小栗豪） - 主演：石丸謙二 役
- ハダカの美奈子（2014年11月9日、監督：森岡利行）
- たまこちゃんとコックボー（2015年12月23日、監督：片岡翔）
- メイクルーム2（2016年2月26日、監督：森川圭） - 加藤 役 ※ゆうばり国際ファンタスティック映画祭2016特別プログラム
- セーラー服と機関銃-卒業-（2016年3月5日、監督：前田弘二）
- 聖の青春（2016年11月19日、監督：森義隆） - 奨励会員 役
- ぼくとチャラ男くんとトシオくんと日記（2016年12月2日、監督：影山樹生弥） - 主演：童貞 役
- ダブルミンツ（2017年6月3日、監督：内田英治） - 園田 役
- 獣道 （2017年7月15日、監督：内田英治）
- 勝手にふるえてろ（2017年12月23日、監督：大九明子） - 安倍元気 役[6] ※第30回東京国際映画祭観客賞受賞
- 来る （2018年12月7日、監督：中島哲也） - 居酒屋店員 役
- L・DK 一つ屋根の下、スキ、がふたつ。（2019年3月21日、監督：川村泰祐） - 田村 役
- 任侠学園（2019年9月27日、監督：木村ひさし） - 生徒会生徒 役
- ブルーアワーにぶっ飛ばす（2019年10月11日、監督：箱田優子） - 大津 役
- 羊とオオカミの恋と殺人（2019年11月27日、監督：朝倉加葉子）
- アノコノシタタリ（2019年8月25日、オーピー映画） - 滝沢海斗 役[7]
- 葵ちゃんはやらせてくれない（2021年5月15日、監督：いまおかしんじ、キングレコード）
- 君は永遠にそいつらより若い（2021年9月17日、Atemo） - 三浦 役[8][9]
- 下着博覧会/『春っぽい感じで』（2021年、監督：近藤啓介、オーピー映画）[10]
- MIRRORLIAR FILMS Season3「ママ イン ザ ミラー」（2022年5月6日、監督：李闘士男）
- 岸辺露伴 ルーヴルへ行く（2023年5月26日、監督：渡辺一貴） - 骨董屋B 役[11][12]

### テレビドラマ
- 恋歌百人一首/想ひそめし 第2話（2014年8月15日、メ〜テレ） - ヲタク少年 役
- 松本清張ミステリー時代劇（BSジャパン）
  - 第2話「七種粥」（2015年4月14日）
  - 第11話「赤猫」（2015年9月8日） - 牢人 役
- REPLAY & DESTROY 第2話（2015年4月27日、TBS・MBS） - 湯島圭 役[13]
- 逃げる女 第3話（2016年1月23日、NHK） - オタク学生 役
- どたん場ミラクル大賞 その手があったか!〜自殺者にキス編〜（2016年7月10日、讀賣テレビ放送） - 自殺少年 役
- まかない荘2 第3話（2017年10月31日、メ〜テレ） - テトラメット部員 役
- バイバイ、ブラックバード 第2話（2018年2月24日、WOWOW） - コンビニ店員 役
- ミューブ♪〜秘密の歌園〜 第10話（2018年6月19日、メ〜テレ） - 修（サム） 役
- 新しい王様（2019年1月8日 - 17日、TBS） - コウシロウの部下（レギュラー） 役
- 新しい王様season2（2019年1月18日 - 3月14日、TBS・Paravi） - コウシロウの部下（レギュラー） 役
- 時効警察はじめました 第5話（2019年、テレビ朝日） ‐ 木能古真朱 役
- 岸辺露伴は動かない （NHK総合）
  - 第1話（2020年12月28日） - 泥棒B 役[12]
  - 第4話（2021年12月27日） - 若い不動産屋 役[12]
  - 第7話（2022年12月26日） - 広告マン 役[12]
  - 第9話（2024年5月10日） - 男B 役[14]
- ワンモア（2021年4月6日 - 5月18日、メ〜テレ）- 住吉大和 役[15]
- TOKYO MER～走る緊急救命室～ 第10話（2021年9月5日、TBS） - 関東医科大学の学生 役
- だが、情熱はある 第9話（2023年6月4日、日本テレビ）
- OZU 〜小津安二郎が描いた物語〜 第4話「淑女と髯」（2023年12月3日、WOWOW）[16]

### CM
- 日清カップヌードル「バカッコイイ編」（2015年）
- JR SKISKI 全3話（2016年）
- 雪印メグミルク「ボトラッテ」（2017年）
- シムシティ（2017年）
- スニッカーズ「毒舌アイドル編」（2017年）
- 日本赤十字社「ミラクルヒーローズ」（2018年）
- 楽天ラクマ「売る編・買う編」（2019年）

### WEBドラマ
- オリックス生命Webドラマ「教育資金」- 主演
- 乃木坂46 松村沙友理 個人 PV「うそつき」 - 松村沙友理のマネージャー 役
- 全裸監督 第2話（2019年8月8日、Netflix） - ヲタク 役

### 舞台
- STRAYDOGproduce「へなちょこヴィーナス」（2012年、演出：森岡利行）
- STRAYDOGseedling「レディ・ゴー」（2012年、演出：柴田明良）
- STRAYDOGseedling「まひるのあたたかな一日」（2014年10月22日 - 26日、明石スタジオ、作・演出：那波隆史）
- STRAYDOGseedling「月と箱舟」（2015年2月18日 - 22日、ワーサルシアター、演出：那波隆史）
- STRAYDOG番外公園「映像都市」（2015年4月1日 - 5日、シアターグリーンBox in Box、演出：森岡利行）
- STRAYDOGproduce「ゴジのラ」（2015年5月4日 - 6日、シアターモリエール、演出：森岡利行）
- STRAYDOGseedling「へなちょこヴィーナス」（2015年9月18日 - 23日、ワーサルシアター、演出：柴田明良
- STRAYDOGproduce「心は孤独なアトム」（2015年10月22日 - 25日、シアターグリーンBIG TREE THEATER、作・演出：森岡利行）
- 「舞台 少年ヨルハ Ver1.0」（2018年1月31日 - 2月4日、六行会ホール、原作・脚本：ヨコオタロウ、演出：谷碧人）[17]
- 「君死ニタマフ事ナカレ」（2018年11月29日 - 12月9日、CBGKシブゲキ!!、原作・脚本：ヨコオタロウ、演出：松多壱岱）[18]
- オーストラ・マコンドー 倉山の試み「シャララな二人」（2019年5月2日 - 7日、新宿眼科画廊、作・演出：川島直人）- 主演[19]
- はぶ談戯20周年公演「にじゅう昭和歌謡短編集〜其の三〜」（2019年11月13日 - 18日、中野BONBON、作・演出：穂科エミ）[20]